# Josia
Josia (Hebreeuws יאשׁיה, Jo’shijah, 648 v.Chr. - 609 v.Chr.) was koning van het koninkrijk Juda van 641 / 640 v.Chr. tot 609 v.Chr. en volgde zijn vader Amon dus op vroege leeftijd op. Josia voerde belangrijke godsdiensthervormingen door. Het leven van Josia wordt in de Hebreeuwse Bijbel beschreven in 2 Koningen 22-23 en in 2 Kronieken 34-35.

## Regering
Juda herwon in 627 v.Chr. zijn onafhankelijkheid na de dood van Assurbanipal en kreeg zelfs greep op Samaria, een provincie van Assyrië.
Tijdens het bewind van Josia kon Juda aanvankelijk profiteren van de tijdelijke zwakheid van de grote mogendheden. Het Assyrische Rijk raakte langzaam in verval en het Babylonische Rijk was nog niet sterk genoeg om de leidende rol van Assyrië in de regio over te nemen. Ook Egypte beleefde een minder sterke periode. Juda was hierdoor in staat aan macht te winnen. Josia veroverde gebied dat tot de verovering van Israël door Assyrië bij Israël had gehoord. Met Egypte sloot Josia zich in een bondgenootschap tegen Assyrië aan en in 612 v.Chr. werd de hoofdstad van Assyrië Ninive veroverd op 10 augustus. De koning van Assur werd daarbij gedood, maar een generaal vluchtte naar Harran en verklaarde zich tot nieuwe koning Assur-uballit II. Hij werd vervolgens in die functie door de grootmacht van het Oude Egypte ontvangen.

## Godsdiensthervormingen

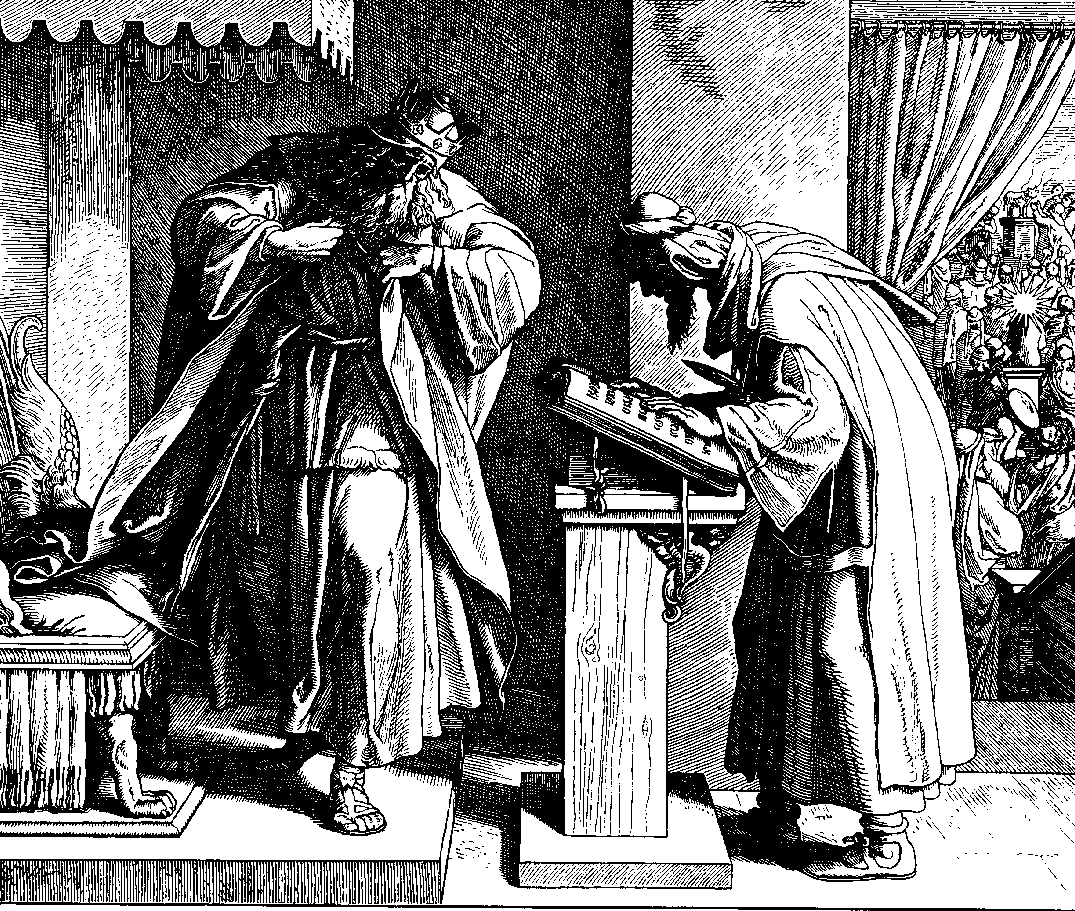
Josia, die naar het lezen van de wet luistert.

Onder Josia begon Juda met het verzamelen en redigeren van zijn Bijbelse geschriften. Dit gebeurde nadat bij restauratiewerkzaamheden van de Tempel van Jeruzalem een boekrol met daarin een oude wettekst gevonden was (tegenwoordig denken veel wetenschappers dat het om het Bijbelboek Deuteronomium gaat of om een oude wettekst die later (onderdeel van) het Bijbelboek Deuteronomium werd en dat dit een belangrijke stap was in de ontwikkeling van de deuteronomistische geschiedenis). Vooral de profeet Jeremia maakte zich hier sterk voor. Hierdoor werd het geloof in God gecentraliseerd en verdwenen veel lokale religies. Het verzamelen en redigeren werd pas voltooid ten tijde van of na de Babylonische ballingschap.

## Dood
In 609 v.Chr. bond Josia de strijd aan met Egypte, nadat de farao Necho II met Assyrië oorlog ging voeren tegen Mesopotamië en Juda had gevraagd om vrije doorgang. Josia probeerde het oprukkend Egyptisch hulpleger van Necho echter voor Assyrië te stoppen, maar zijn leger werd verslagen en hij sneuvelde in deze Slag bij Megiddo. Dit betekende het einde van Juda's onafhankelijkheid.
In het Bijbelboek 2 Koningen staat geschreven dat Josia op het slagveld omkwam, in het Bijbelboek 2 Kronieken dat hij zwaargewond raakte en later in Jeruzalem stierf. Tot opvolger van Josia werd zijn zoon Joachaz benoemd, die echter korte tijd later door de Egyptenaren in ballingschap werd gezet.